# Neues Schloss (Tettnang)

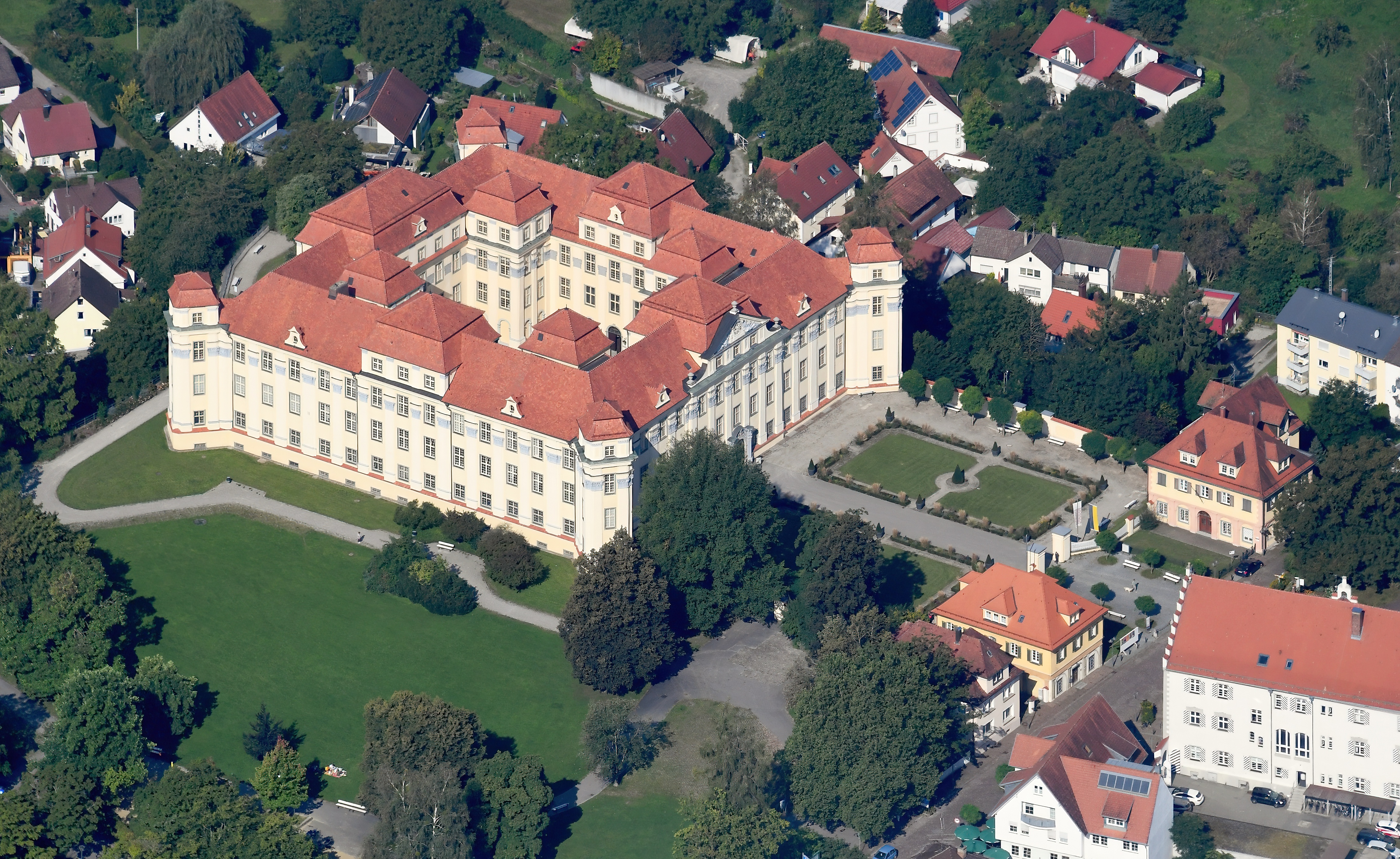
Luftbild des Neuen Schlosses

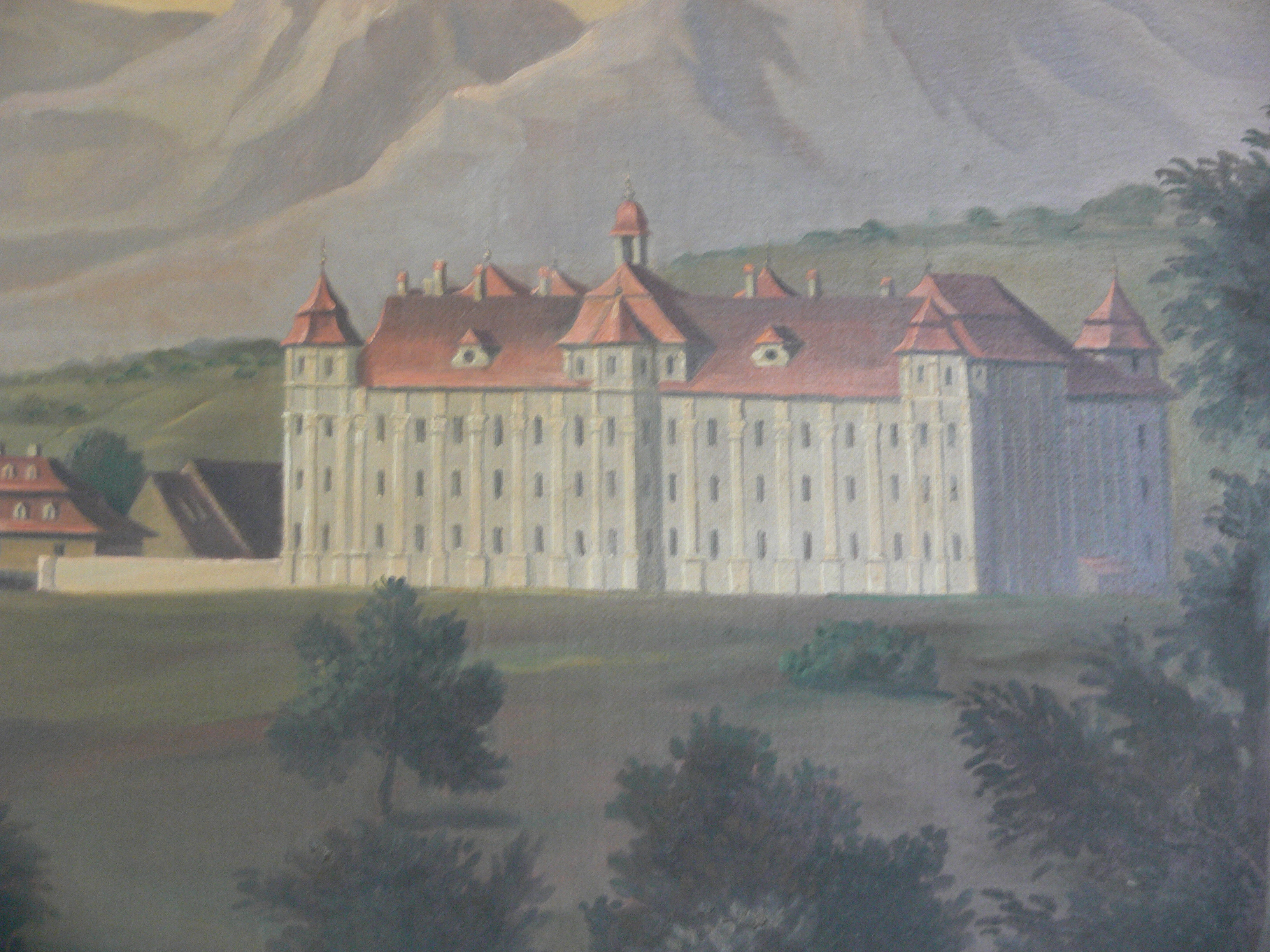
Gemälde im Flur des Neuen Schlosses (um 1760)

Das Neue Schloss ist eines der drei Schlösser Tettnangs und zählt zu den schönsten Schlössern Oberschwabens. Seine in Stuck ausgezierten Räume und Kabinette sowie die Möbel oberschwäbischer und französischer Kunstschreiner ermöglichen einen anschaulichen Eindruck vom fürstlichen Lebensstil des Montforter Adelsgeschlechts. Das Äußere ist von der Renaissance beeinflusst worden, im Inneren ist es eher im Barockstil gehalten.

## Baugeschichte

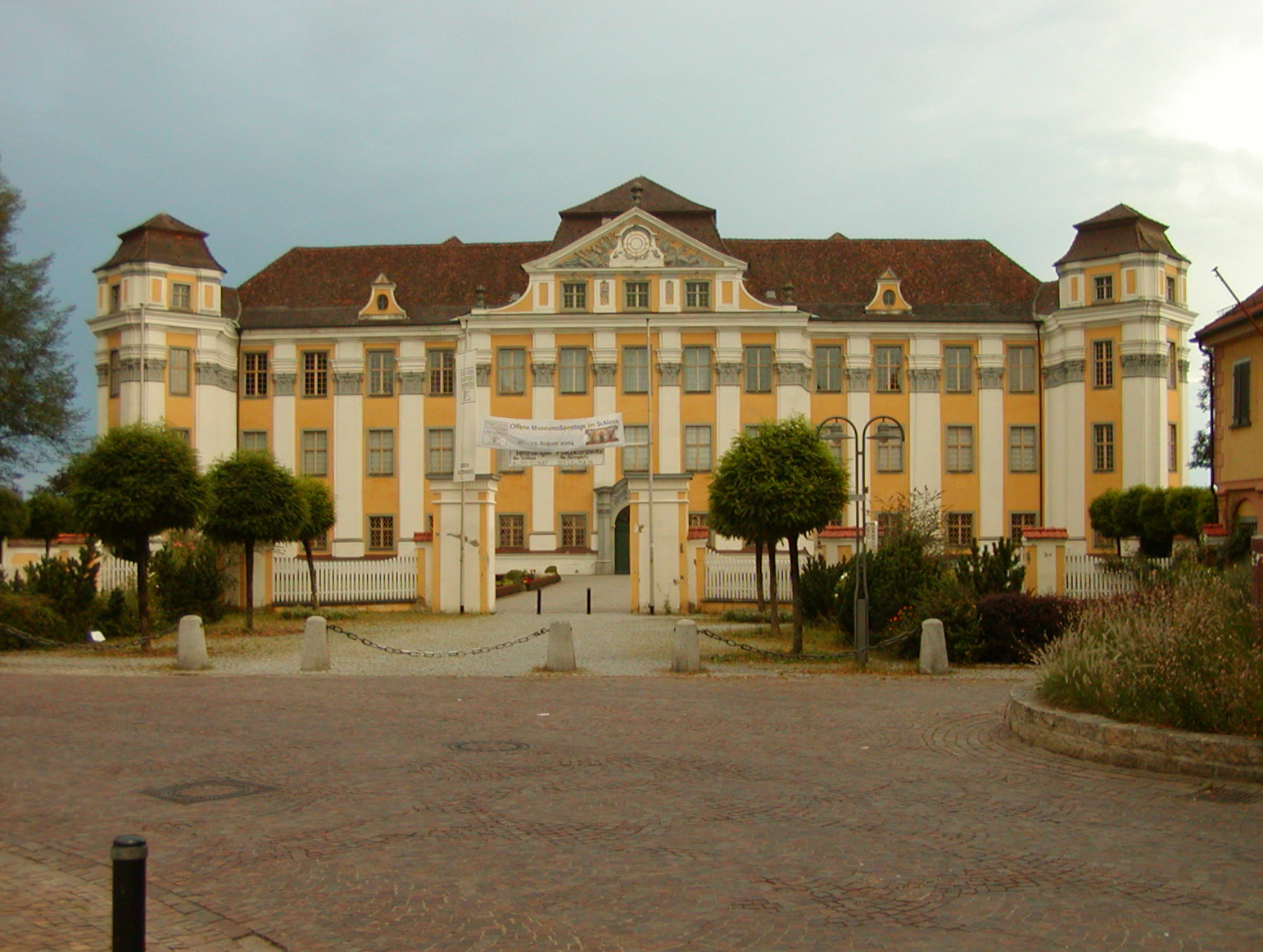
Einfahrt

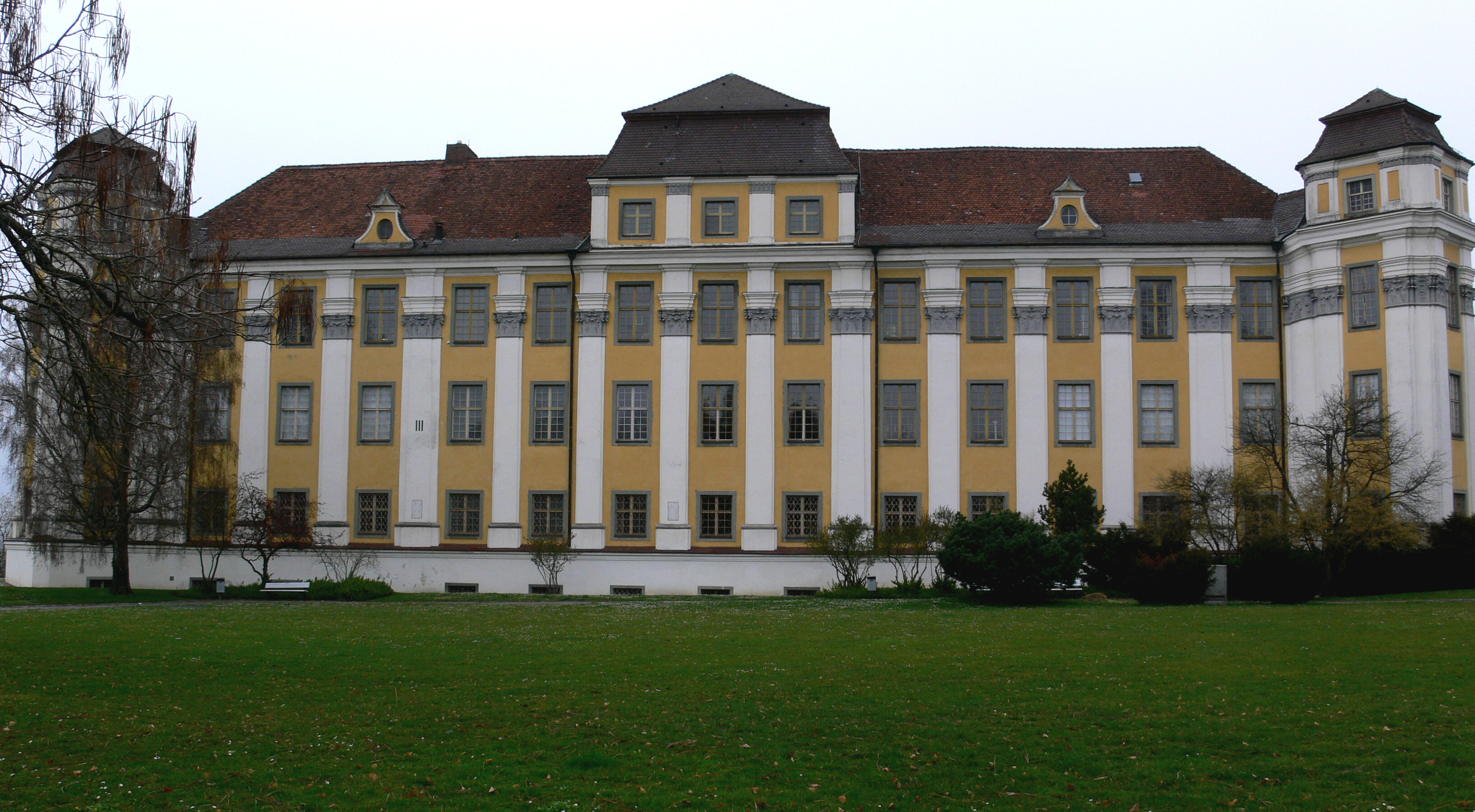
Parkseite

Initiator der dreigeschossigen Vierflügelanlage war Graf Anton III. von Montfort (1670–1733). Das heutige Alte Schloss, das ab 1667 von Graf Johann VIII. von Montfort erbaut worden war, entsprach im Zeitalter des Barocks nicht mehr den geltenden Ansprüchen. Das Alte Schloss ist heute das Rathaus Tettnangs. Das Neue Schloss sollte ein repräsentativer Bau werden, dessen kostbare Ausstattung Bewunderung hervorrufen sollte, und wurde an der Stelle errichtet, an der ab dem 12. Jahrhundert eine Burg stand, die 1633 zerstört worden war. Deren Trümmer wurden zunächst abgeräumt, um den notwendigen Bauplatz zu schaffen. Mit dem Neubau beauftragt wurde der Baumeister und Benediktiner-Frater Christoph Gessinger. Mächtige Pilaster ordnen nun die Fassade und diagonal gestellte Ecktürme mit Treppenhäusern flankieren die vier Bauteile. Die Innenausstattung wurde durch hochrangige Künstler wie die Freskanten Johann Michael Rottmay, Johann Rudolf Byss sowie den Stuckateur Dominikus Zimmermann ausgeführt.
Doch der Bau riss ein riesiges Loch in die Kasse des Grafen, und nach fünfzehnjähriger Bauzeit ließ er 1728 die Arbeiten einstellen. Nachdem Graf Anton III. wegen der immensen Schuldenlast von der Regierung abgetreten war, ließ sein Sohn Ernst (1700–1755) lediglich 1731 die Hofkapelle vollenden. 1753 brannte das Schloss bis auf die Erdgeschossgewölbe aus.
Graf Franz Xaver (1722–1780) ließ mit finanzieller Unterstützung aus Österreich das Schloss wiederaufbauen. Die besten Kunsthandwerker der Bodenseeregion wurden mit der Ausstattung der herrschaftlichen Räume im ersten Obergeschoss beauftragt. Die Arbeiten von Feuchtmayr, Dirr, Moosbrugger, Gigl (Stuck), Kuen, Brugger (Fresken) und J.J. Kauffmann und seiner Tochter Angelika Kauffmann ließen ein überaus prächtiges erstes Geschoss samt Treppenhäusern und Kapelle entstehen. Bis heute wird der hohe künstlerische Rang des Neuen Schlosses durch die damals entstandenen Innenausstattungen begründet.
Die Arbeiten im zweiten Obergeschoss kamen nicht zur Ausführung, denn die laufenden Kosten stürzten die Montforts erneut in Schulden. Sie waren gezwungen, die Grafschaft 1779 an Österreich abzutreten. In napoleonischer Zeit gehörte die Grafschaft Montfort für kurze Zeit zu Bayern, dann zu Württemberg.

## Archäologische Bedeutung
Im Bereich des auf einem Höhenrücken am Rande des Schussentals errichteten „Neuen Schlosses“ und der es umgebenden Parkanlagen sind trotz der tiefgreifenden Baumaßnahmen des 18. Jahrhunderts, die eine seit der Zerstörung im Dreißigjährigen Krieg nur noch als Ruine erhaltene mittelalterliche Burg beseitigt haben, archäologische Befunde und Funde nicht auszuschließen; diese geben Hinweise auf die Baugeschichte der seit 1246 hier nachweisbaren Burg und verdienen auch deswegen besondere Aufmerksamkeit, weil sich wohl nur auf diesem Wege die Frage beantworten lässt, ob am Platz dieser Montforter Burg ein älterer Grafensitz stand, den man möglicherweise mit der Argengaugrafschaft in Verbindung bringen kann und den in Urkunden Friedrich Barbarossas 1154 und 1158 zusammen mit hochrangigen Zeugen genannter Covno comes de Tetinanc bewohnte.

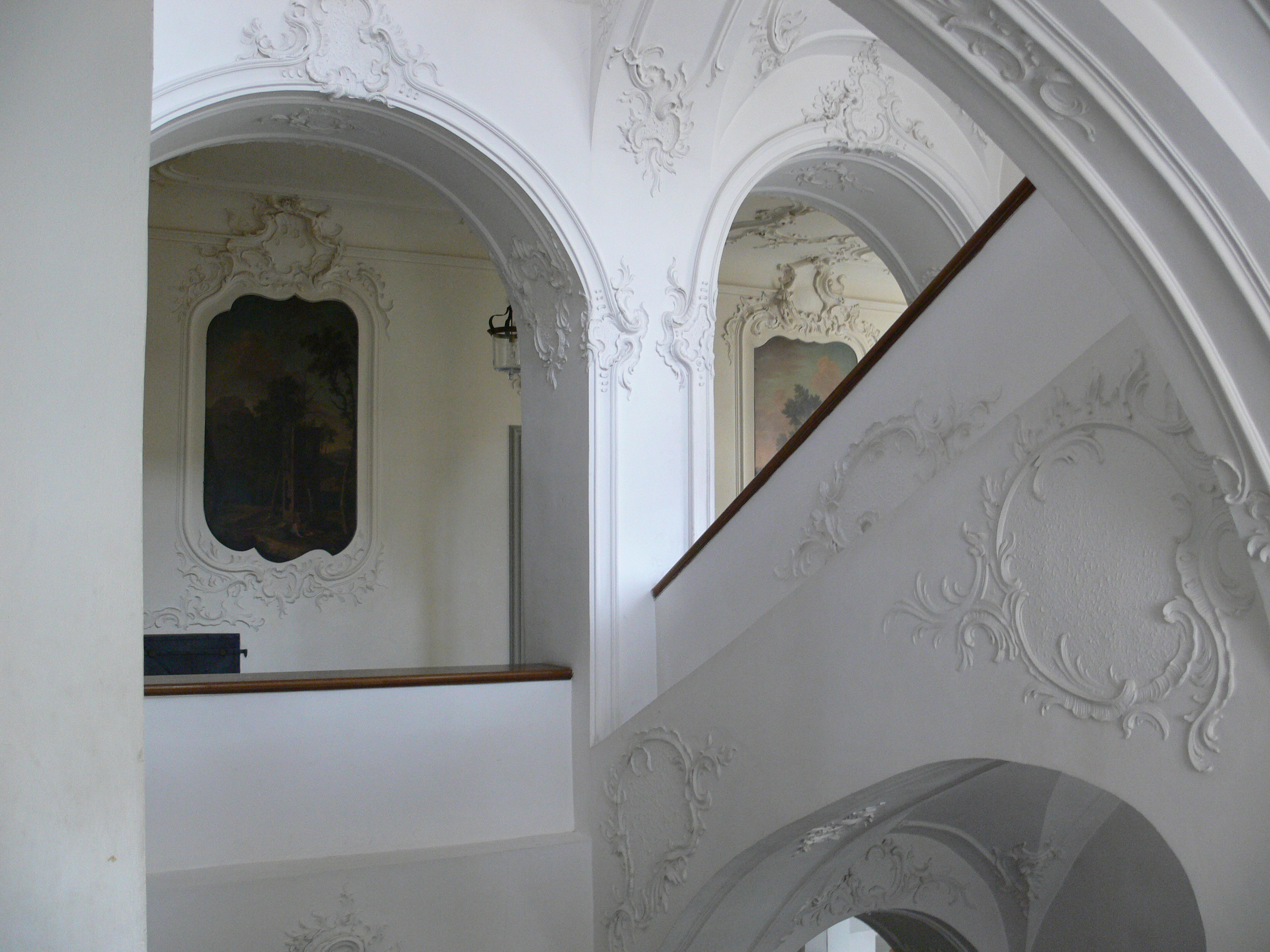
Treppenhaus
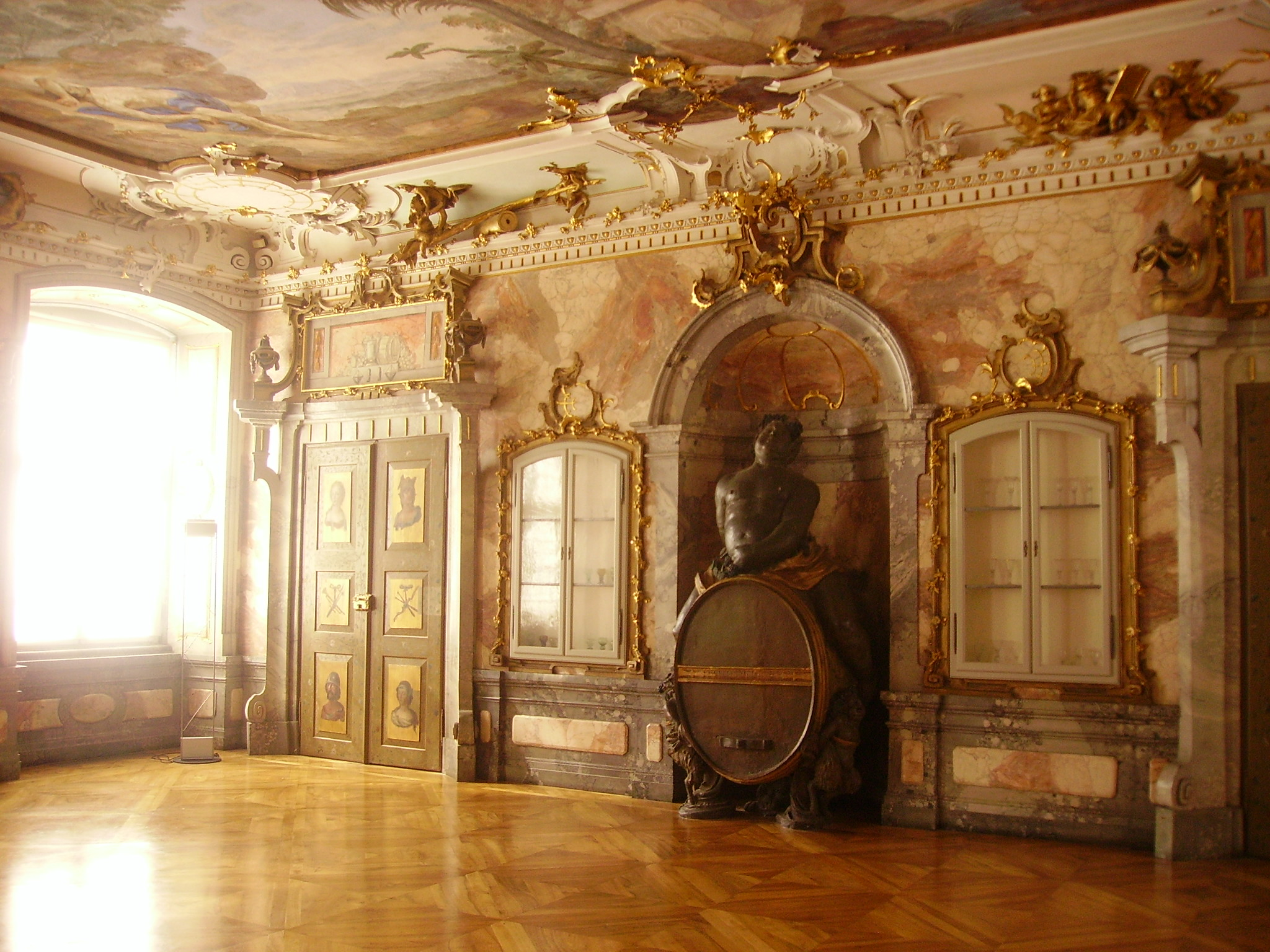
Bacchussaal
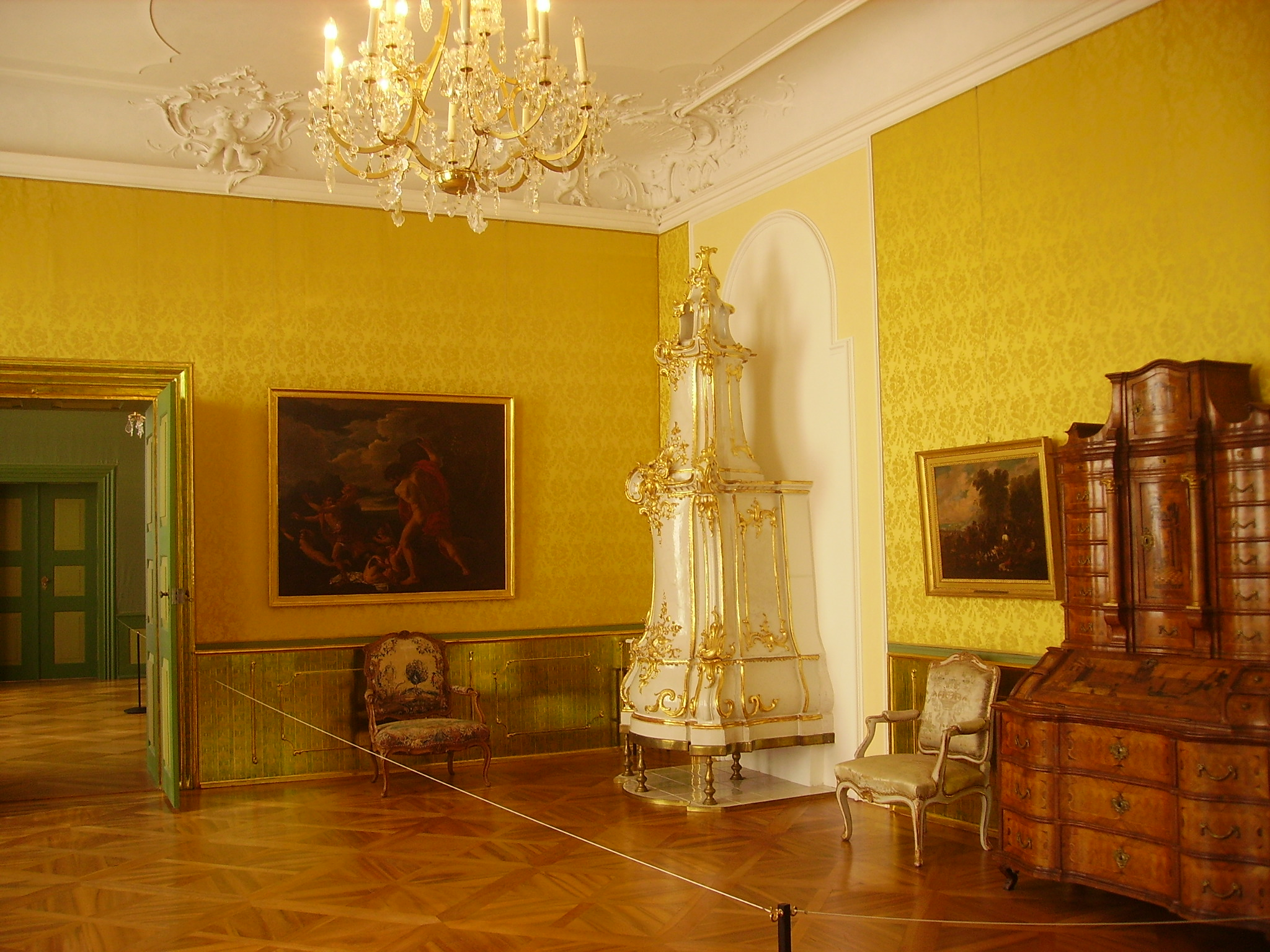
Fürstenzimmer
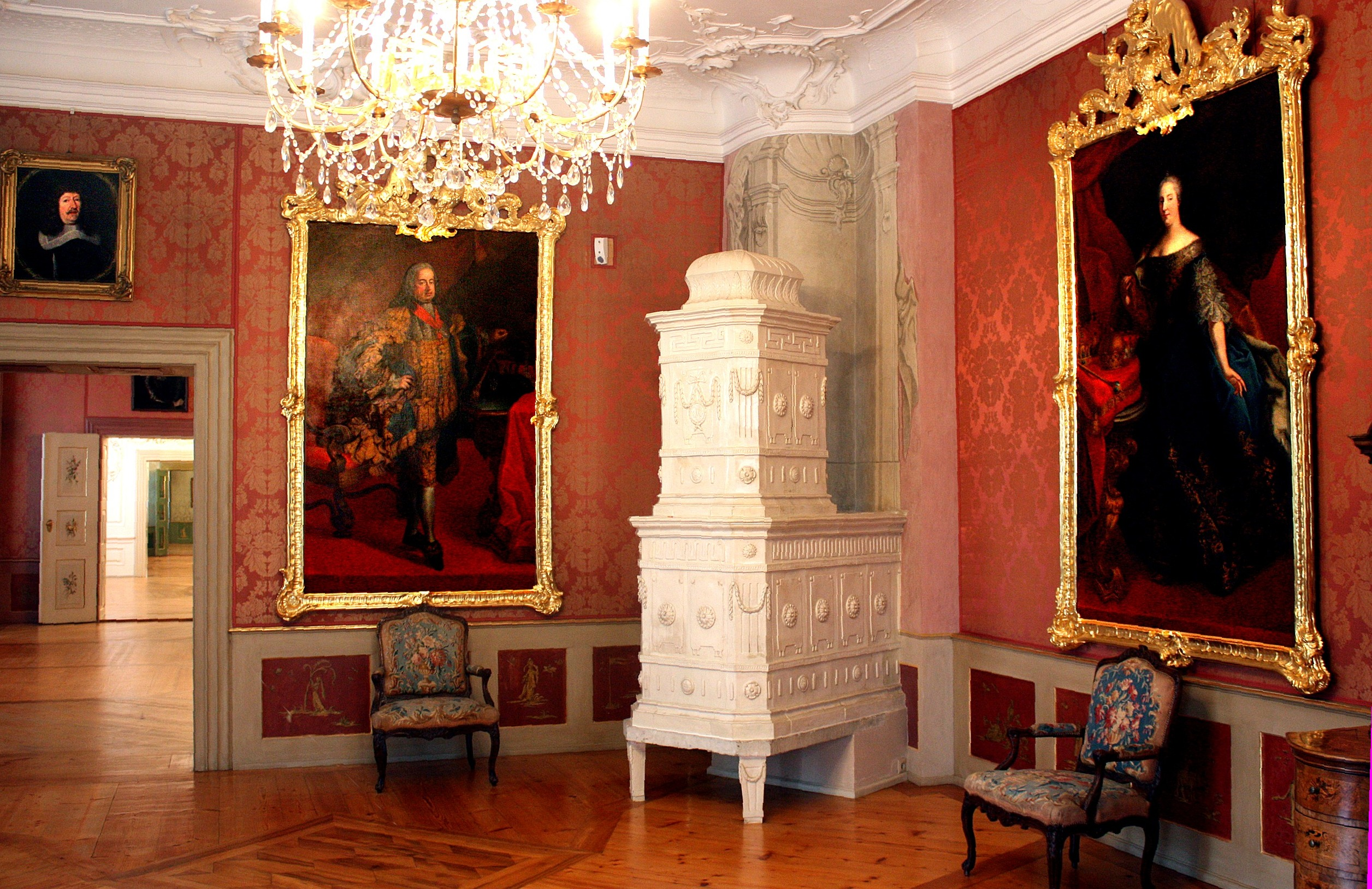
Roter Salon
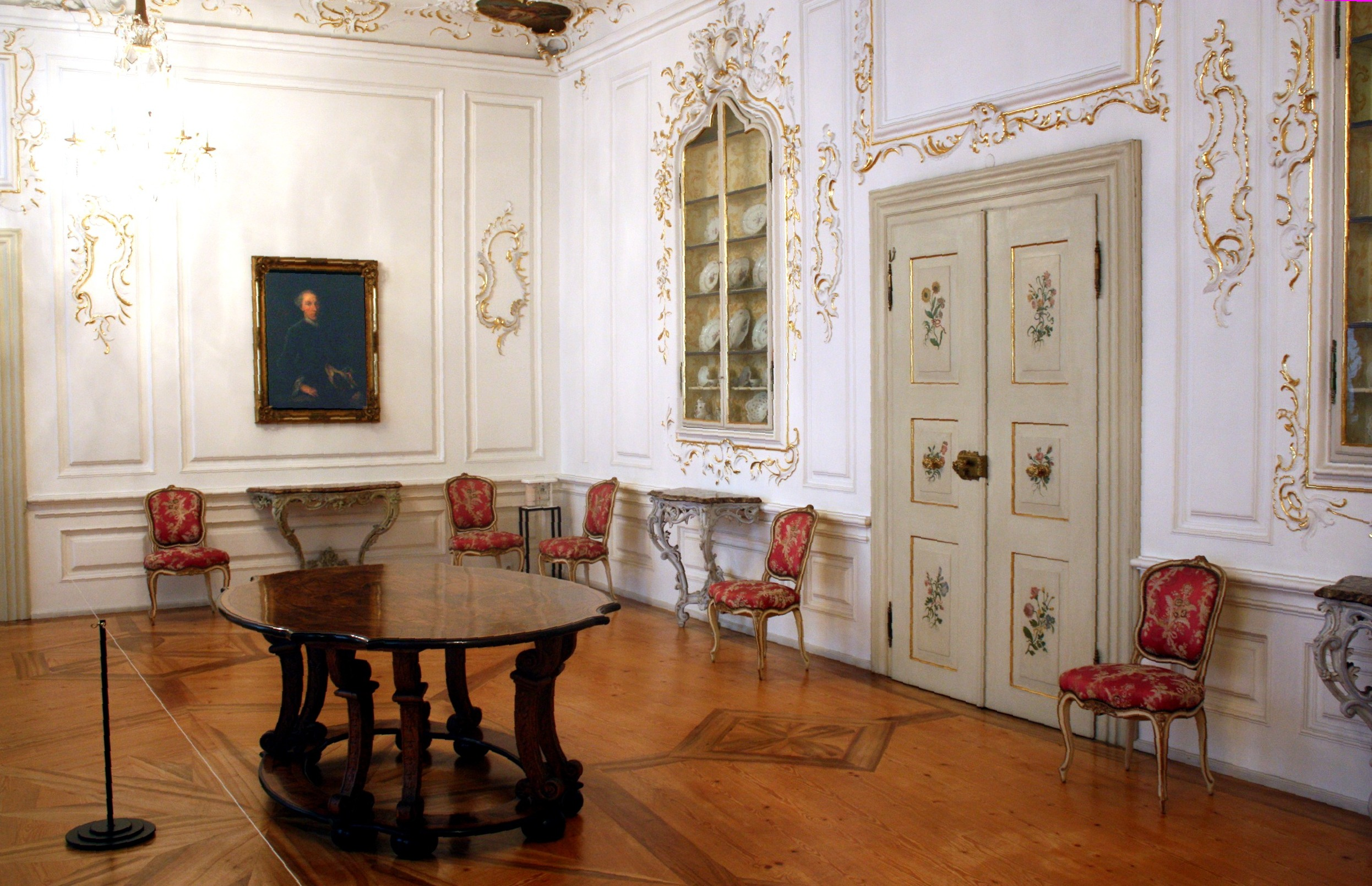
Weißer Salon
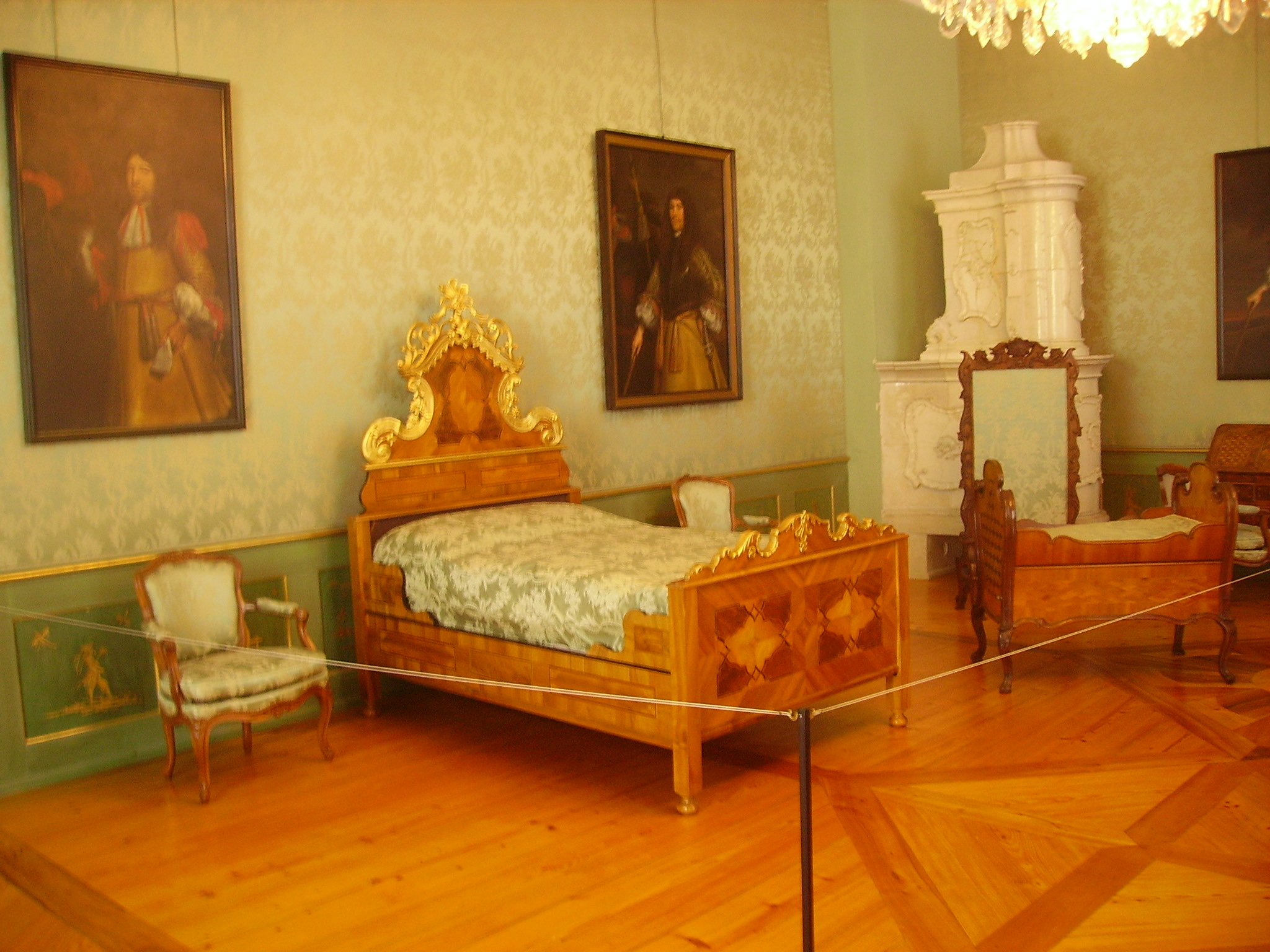
Grünes Zimmer

## Heutige Nutzung

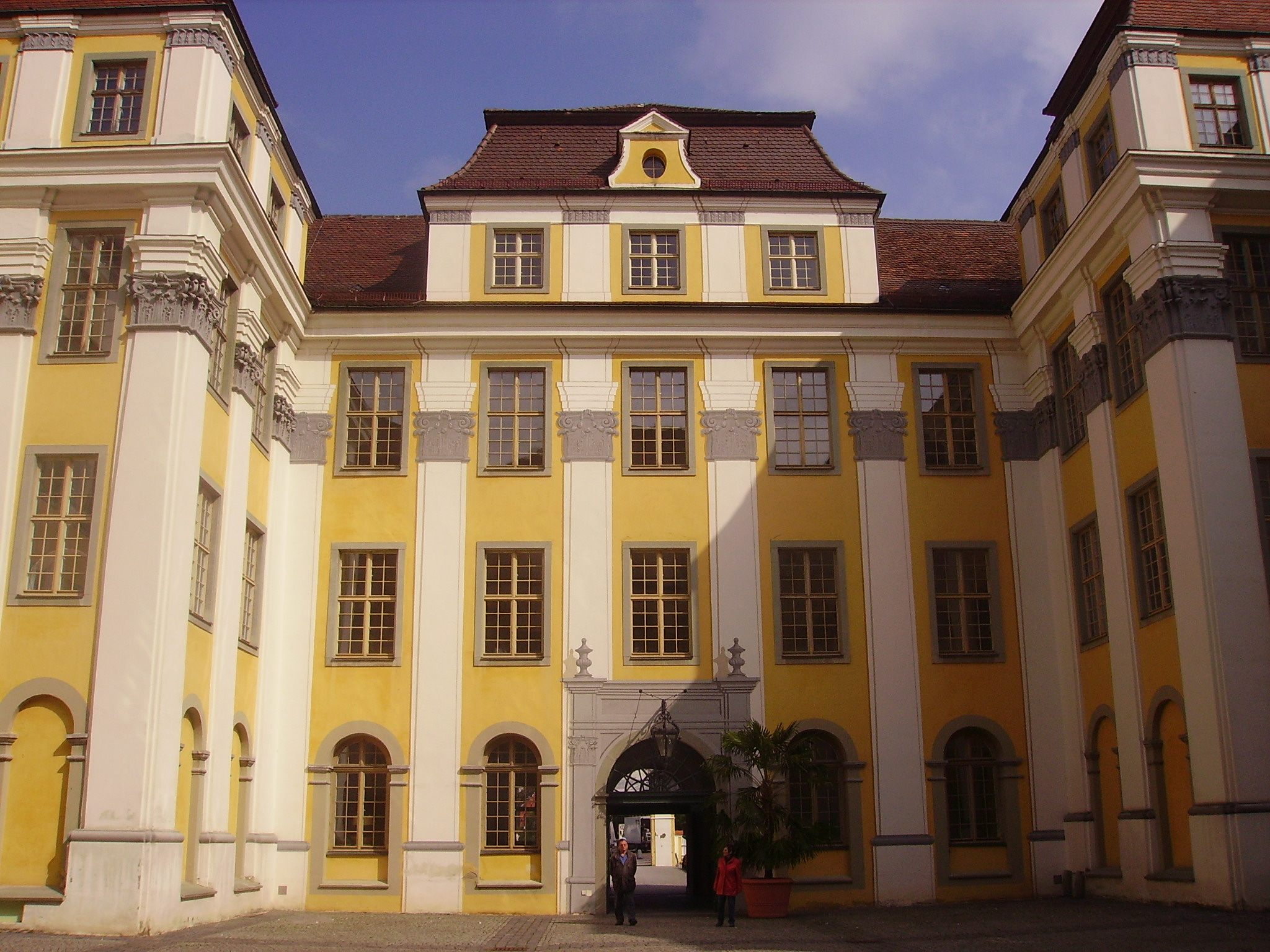
Ehrenhof

Seit 1997 stehen die fürstlichen Räume Besuchern für Besichtigungen offen. Dass das Neue Schloss Tettnang heute erneut fürstlichen Luxus widerspiegelt, ist auf umfangreiche Restaurierungen zurückzuführen, die 1997 abgeschlossen wurden. Für die Betreuung zuständig ist die Anstalt öffentlichen Rechts "Staatliche Schlösser und Gärten Baden-Württemberg" und damit das Land Baden-Württemberg. Räume im zweiten Stock und im Erdgeschoss des Gebäudes werden durch das Amtsgericht Tettnang genutzt, welches dort seinen Sitz hat.
Einzelne Räume wie beispielsweise der Rittersaal im 1. OG können auch für Konzerte oder andere Veranstaltungen gemietet werden. Der Schlossgarten ist außerdem regelmäßig Veranstaltungsort für das Schlossgarten Opan Air.
Das Neue Schloss diente 2012 als Drehort für Aufnahmen des Fernsehfilms Der Minister, eine Satire zur Plagiatsaffäre des ehemaligen Verteidigungsministers Karl-Theodor zu Guttenberg. Im Jahr 2013/2014 hat das Land Baden-Württemberg in einem ersten Bauabschnitt Fassaden und Dach von Südost- und Südwestflügel des Neuen Schlosses instand gesetzt.

## Literatur

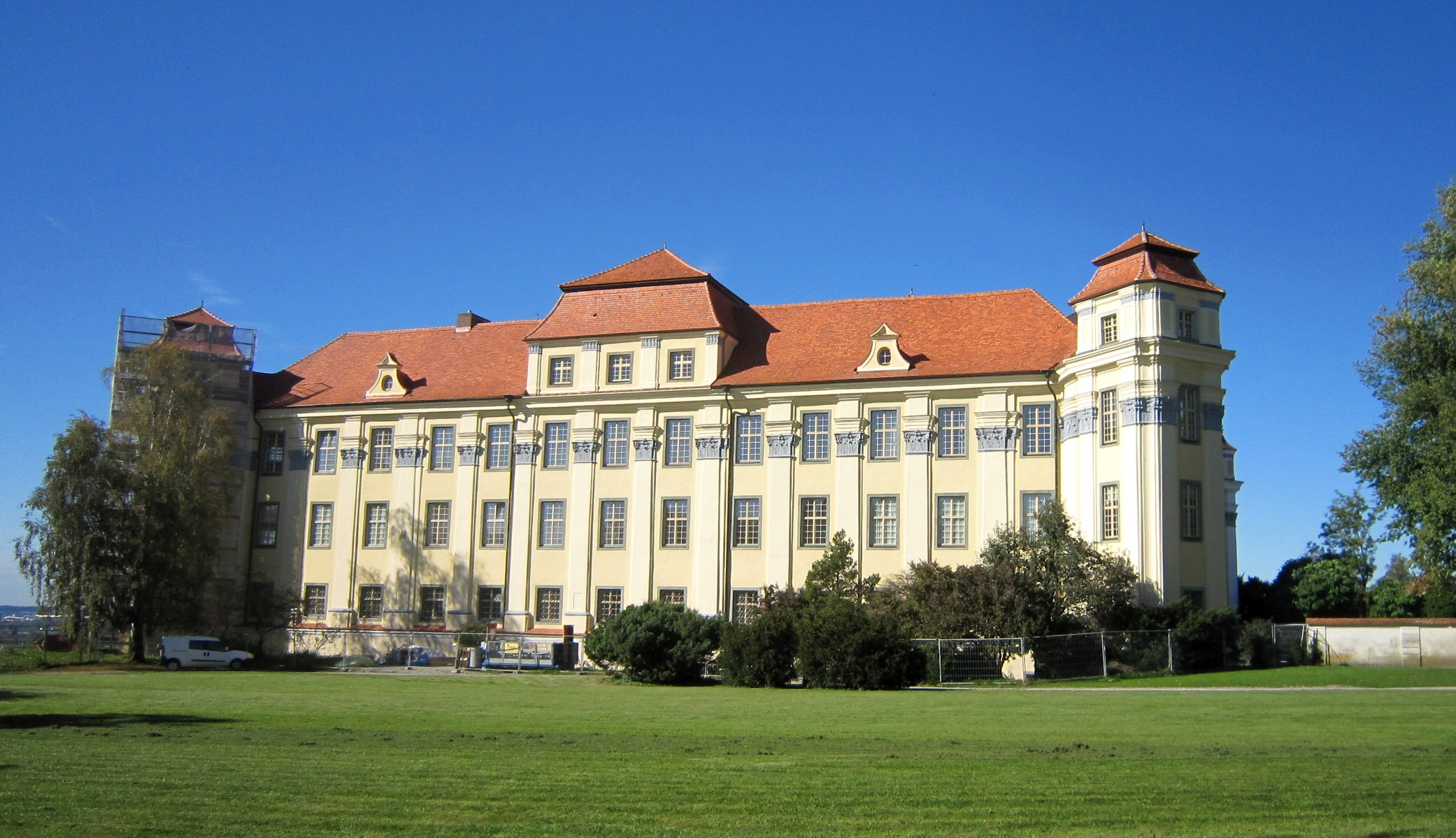
Südostfassade nach Instandsetzung 2014